# شرايين الكلى القطاعية السفلية
شرايين الكلى القطاعية السفلية ‏ هو شريان يتفرعُ من شريان كلوي.